# دیوید بریجز
دیوید بریجز (انگلیسی: David Bridges؛ زادهٔ ۲۲ سپتامبر ۱۹۸۲) بازیکن فوتبال اهل بریتانیا است.
از باشگاه‌هایی که در آن بازی کرده‌است می‌توان به باشگاه فوتبال کمبریج یونایتد، باشگاه فوتبال هیستون، باشگاه فوتبال کینگز لین تاون، باشگاه فوتبال براکلی تاون، باشگاه فوتبال بری تاون، باشگاه فوتبال براینتری تاون، باشگاه فوتبال چلمزفورد سیتی، باشگاه فوتبال استیونج، و باشگاه فوتبال کترینگ تاون اشاره کرد.
وی همچنین در تیم ملی فوتبال England C بازی کرده‌است.